# Magaluf

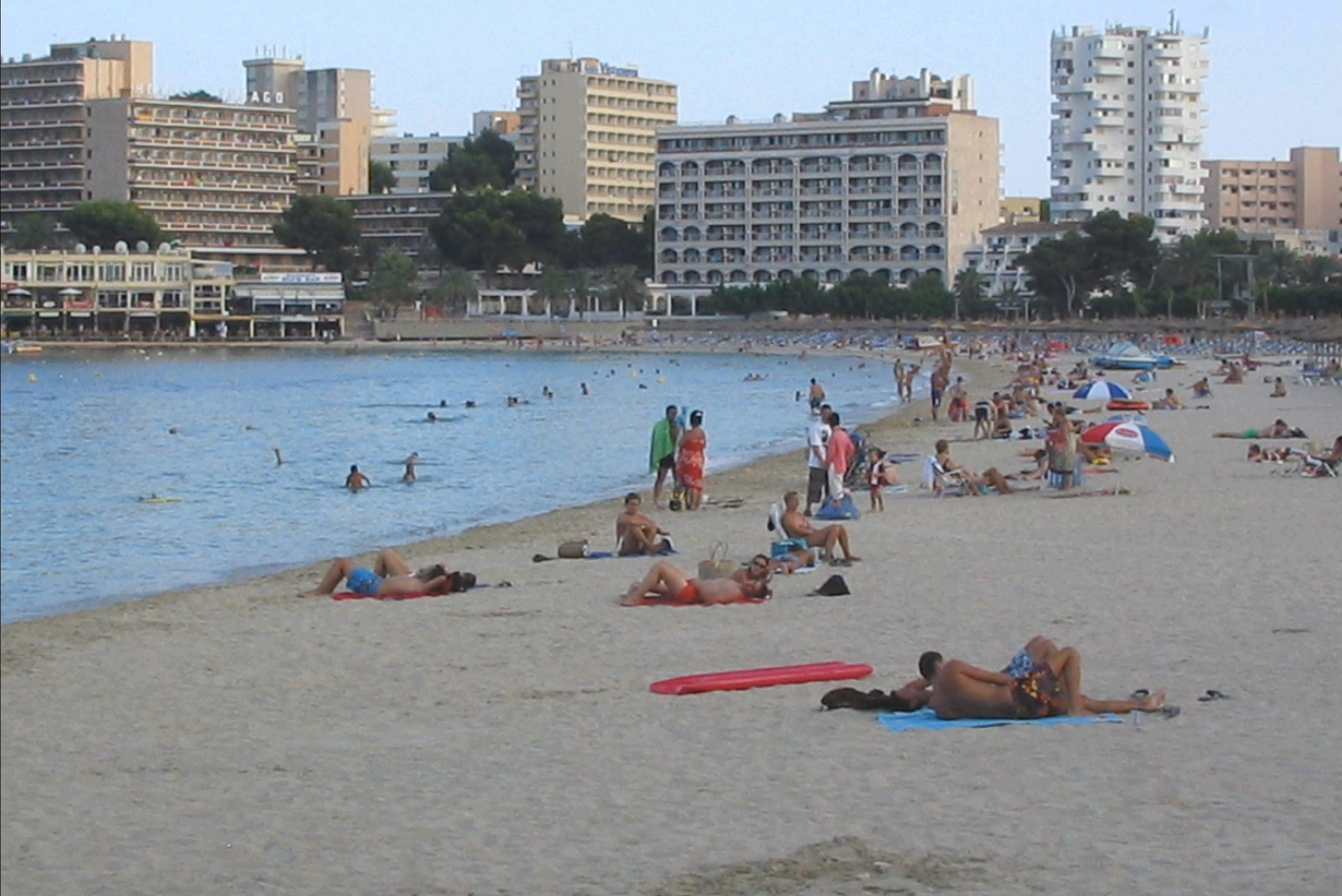
Plaża w Magaluf

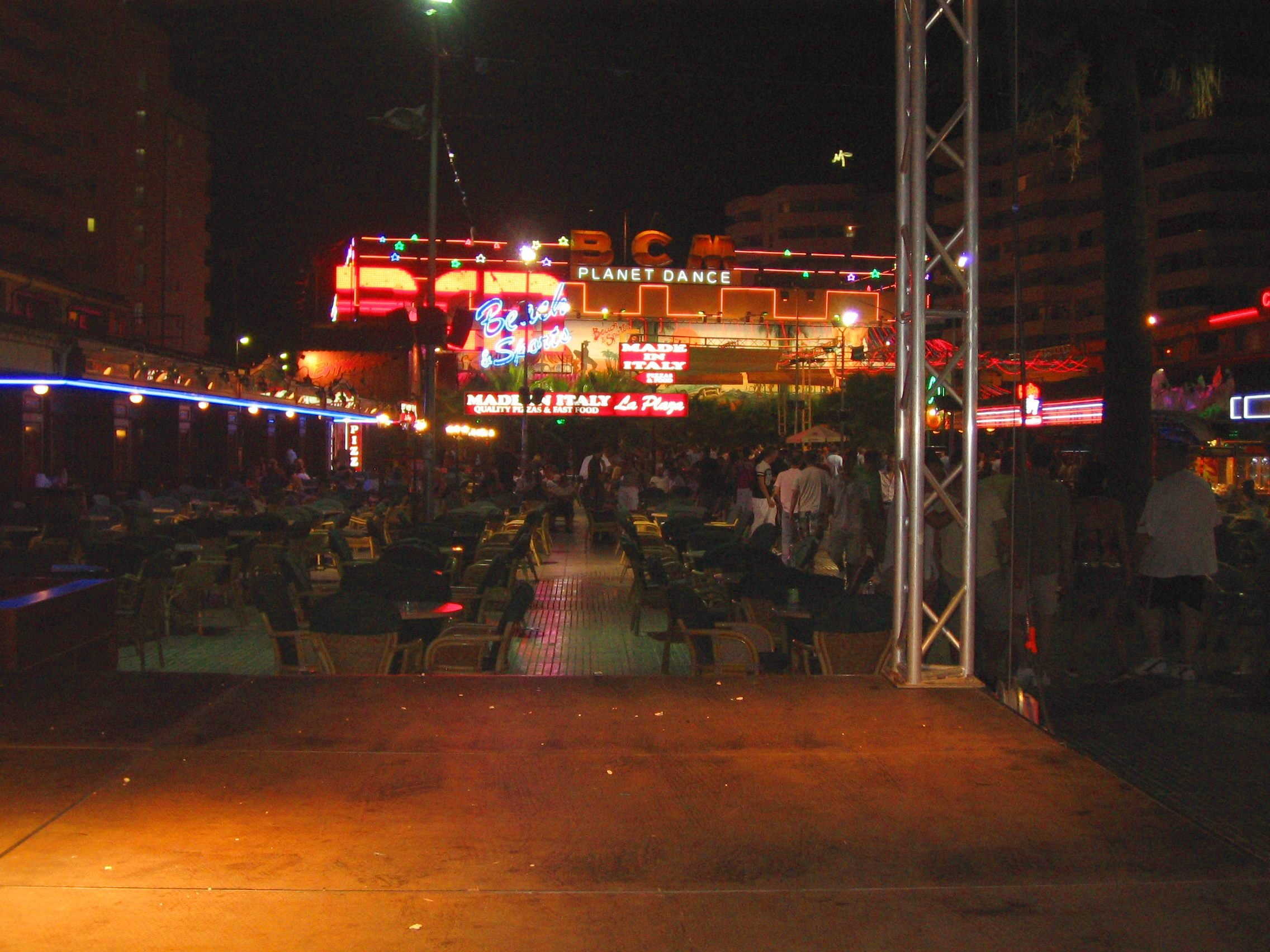
Boulevard BCM w Magaluf

Magaluf (również Magalluf) – miejscowość w Hiszpanii, na Balearach, na Majorce, w comarce Serra de Tramuntana, w gminie Calvià.
Nazwa Magaluf pojawiła się w dokumentach po raz pierwszy jako Magaluf ben Jusef w 1234, według wiodącej części historyków pochodzi od imienia z kultury żydowskiej. W 2009 zamieszkiwany przez 3981 mieszkańców, turystyka jednak dynamicznie rozwija pobliskie miejscowości.

## Turystyka
Widocznie wzrost brytyjskiego ruchu turystycznego poszerzył zakres usług oferowanych przez władze okolicznego resortu. Na Magalufie istnieją ulice barów i pubów (ang. bar streets), gdzie młodzież uprawia turystykę alkoholową. Sprzyjają temu liczne komercyjne atrakcje oraz relatywnie niskie ceny trunków, sprzyja też dogodne i klimatyczne położenie na wyspie. Władze Majorki w celu polepszenia wizerunku regionu założyły bardziej restrykcyjną politykę względem turystów.
Przynajmniej cztery punkty medyczne położone są w zasięgu najbardziej uczęszczanych ulic wzdłuż nabrzeża. Resort jest chętnie odwiedzany przez Skandynawów, a w roku 2016 ilość turystów przekroczy 1 Milion.

## Magaluf kulturze popularnej
- Szwedzki wokalista pop muzyki Orup (Thomas Eriksson) wyśpiewał w 1992 utwór "Magaluf"[4].
- Angielski zespół punkowy The Toy Dolls napisał utwór  "I've Had Enough o' Magaluf"[5].
- W drugim epizodzie pierwszej serii manchesterskiego serialu Shameless – Niepokorni Veronica Fisher (grana przez Maxine Peake) nawiązuje w rozmowie telefonicznej do wycieczki na Magaluf.